# Blognovel
Blognovel (o blog novel, blog fiction) è una forma di scrittura creativa che prevede l'utilizzo del blog come mezzo di pubblicazione per raggiungere i lettori. Sostanzialmente con tale termine si intende un romanzo o una serie di racconti che si sviluppano in più episodi su un blog, al pari di un moderno romanzo d'appendice.

## Le origini
I romanzi a puntate hanno una lunga tradizione, che può essere fatta risalire, grazie ai feuilleton tra la fine del XVIII secolo, il XIX secolo e i primi decenni del XX secolo, periodo in cui le riviste letterarie hanno conosciuto la maggior fortuna, in particolare nella stampa popolare in Francia e in Inghilterra. Il suo inventore fu Louis-François Bertin, direttore del Journal des Débats.
Fra gli esempi celebri possono essere ricordati alcuni romanzi di Charles Dickens, la serie di Sherlock Holmes di Sir Arthur Conan Doyle, Gli ambasciatori di Henry James, I miserabili di Victor Hugo, I misteri di Parigi di Eugène Sue, ma anche I tre moschettieri di Alexandre Dumas padre e molti altri.
Anche in Italia non mancano esempi celebri, primo fra tutti, sicuramente Carlo Collodi con il suo Pinocchio o Emilio Salgari con la sua produzione relativa a Sandokan o al Corsaro Nero.

## Forma e stile
Appoggiandosi alla struttura propria dei blog, ogni parte dell'opera può essere suddivisa in uno o più post, proponendo spesso una struttura narrativa autonoma per ogni episodio con un proprio sviluppo, un climax ed un finale. 
La blognovel, data la sua particolare collocazione, cerca un confronto diretto con il pubblico e, il più delle volte, i commenti di altri blogger e/o visitatori possono essere utili indicazioni per l'autore nello sviluppo della storia. Diversamente dai cadavre éxquis (o cadaveri eccellenti) però le blognovel non sono testi aperti, quindi i diritti dell'opera restano all'autore del testo, mentre i commenti, anche se funzionali allo sviluppo della trama, non rivestono altra funzione che quella di suggerimento.
È evidente come la vita dinamica del mondo moderno, costringa gli scrittori della rete ed i blogger a rivedere il loro approccio alla letteratura, preferendo sovente episodi brevi e concisi, spesso a base umoristica e di argomento leggero. 
Ciò nonostante non mancano i tentativi più arditi come quello di David Wellington che nel 2004, fa uscire a puntate, nel blog Brokentype dell'amico Alex Lencicki, Monster Island, primo romanzo della trilogia Monster, pubblicata interamente in rete e solo successivamente riproposta anche attraverso l'editoria tradizionale.

## Realtà o finzione?
Il confine tra "vita vera" e "finzione" è spesso molto labile e, sfruttando questo, molte blognovel preferiscono assumere la forma di falsi blog mantenuti da personaggi inesistenti che propongono le proprie altrettanto inventate vicende online, quali normali utenti.
Alcune blognovel non-fiction, in ciò, arrivano a presentare situazioni e personaggi elaborati con cura e amore del dettaglio al punto da rendere difficilmente riconoscibile la loro stessa identità nel Web, e impedendo, in ciò, di produrre precise stime sulle percentuali di diari online che raccontano la vita dell'autore e di quelli che presentano personaggi inventati.
Altre adottano uno stile ritrattistico, tentando di rappresentare situazioni inventate in vite di persone realmente esistenti, a offrire una sorta di satira, come nel caso de The Secret Diary of Steve Jobs, curato da Daniel Lyons, senior editor per la rivista Forbes.
Nel campo della teoria critica e della letteratura, le blognovel hanno stabilito in questo modo una conversazione con il concetto di Roland Barthes riguardo all'"effetto del reale" (effet de réel), che definisce come l'accumulo di ridondanti, superflui e minuti dettagli all'interno di un romanzo che non seguono la trama riescono a renderlo più verosimile.

## Riconoscimento in rete
Quello delle blognovel è un formato ancora non pienamente riconosciuto dagli amanti della lettura che si ritrovano in Rete e nonostante abbia generato concreto interesse, non è ancora equiparato ad una produzione cartacea.
Il dibattito principale nasce fra chi ritiene che la rete non sia adatta a proporre una storia a puntate, soprattutto quando costituita da molti capitoli e chi invece è fermamente convinto che, con opportune modifiche alla struttura, questo metodo possa essere proposto con discreto successo.